# Große Diesdorfer Straße 92

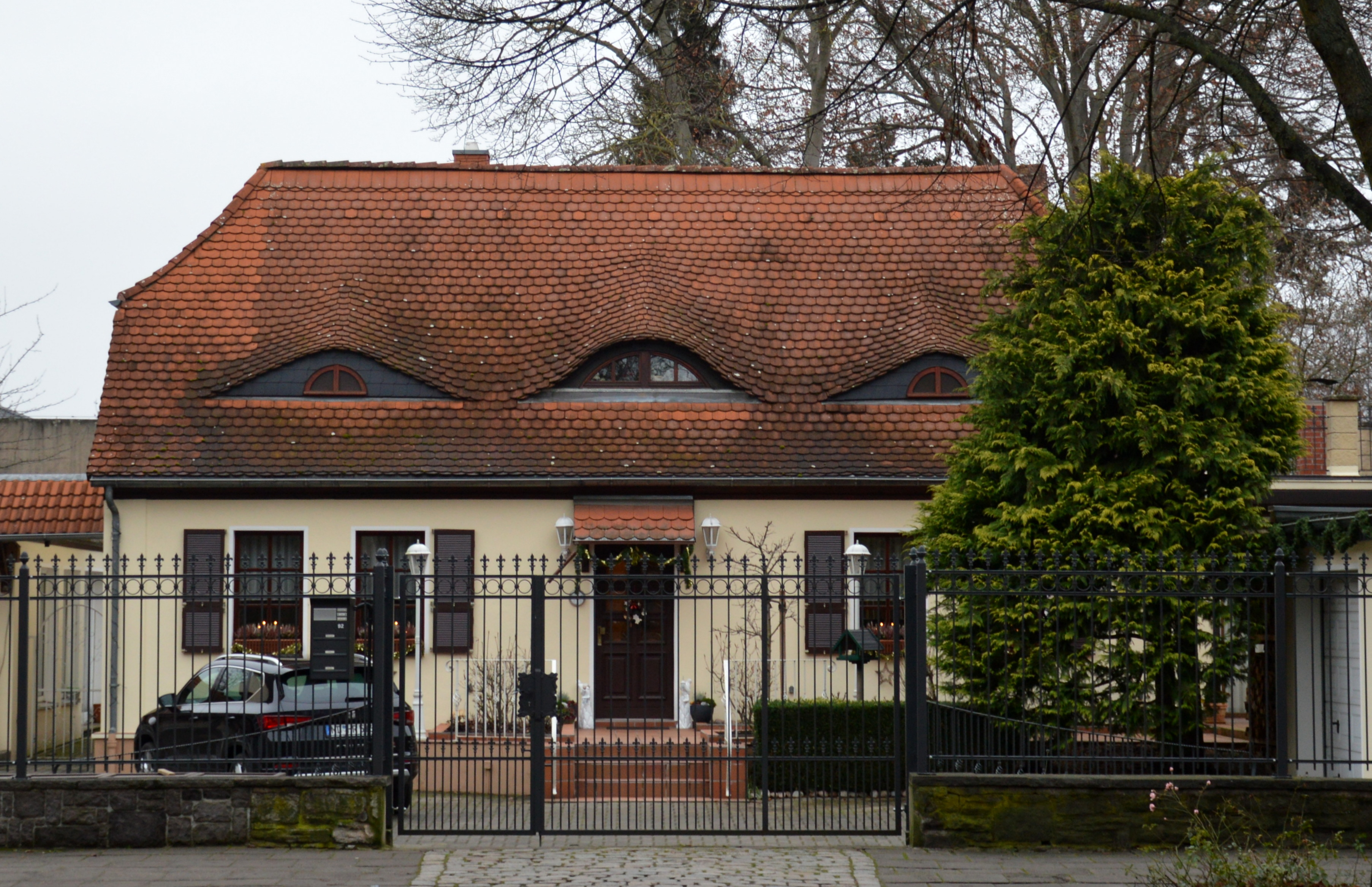
Große Diesdorfer Straße 92

Das Gebäude Große Diesdorfer Straße 92 ist ein ehemals als Denkmal geführtes Wohnhaus im Magdeburger Stadtteil Stadtfeld West.

## Lage
Es befindet sich auf der Nordseite der Großen Diesdorfer Straße, auf der gegenüber liegenden Straßenseite erstreckt sich das Gelände des Westfriedhofs.

## Geschichte und Architektur

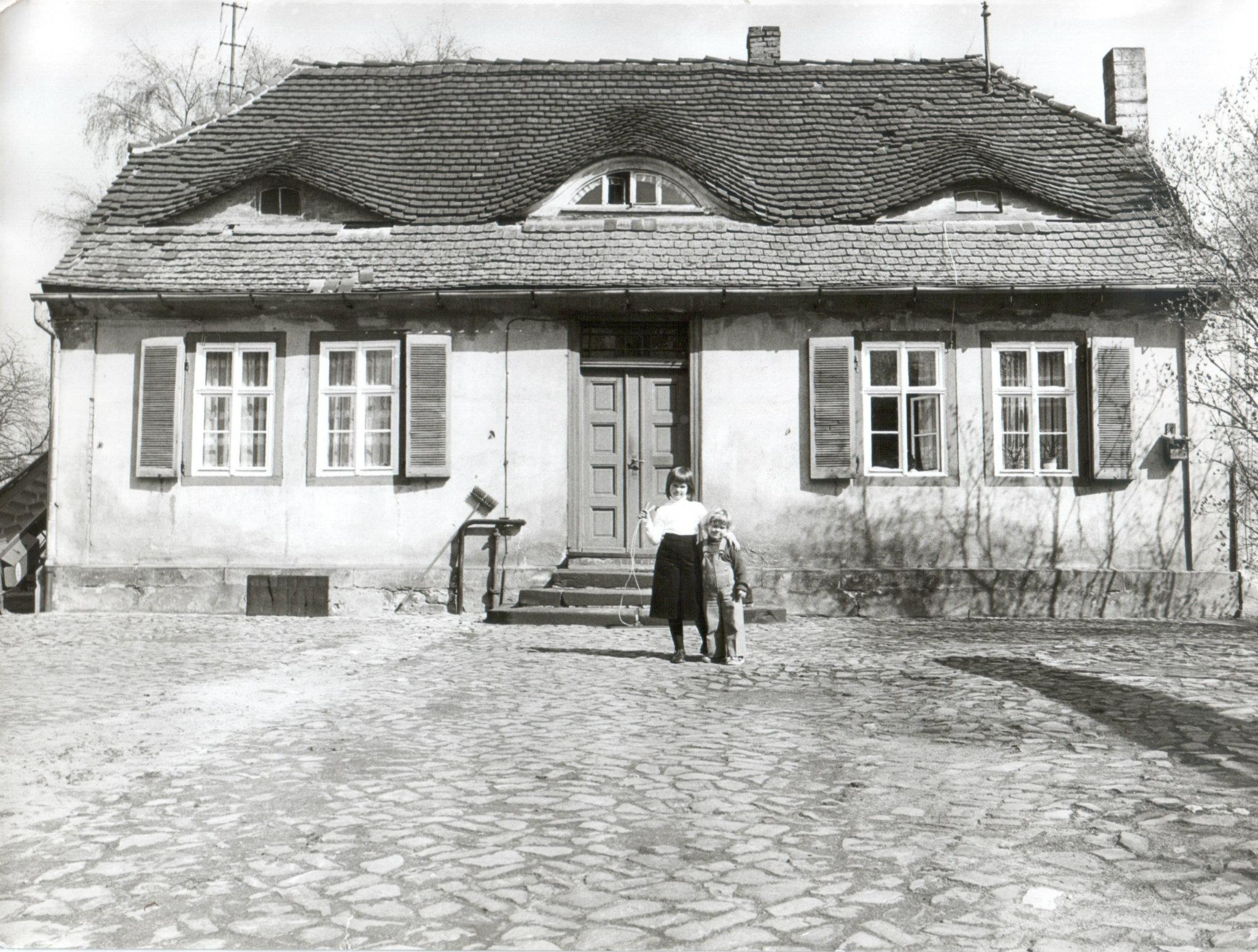
Kinder der Familie Beschke, Isabel und Norman Beschke beim Spielen vor dem Gebäude im Jahr 1979

Das eingeschossige Wohnhaus wurde nach einem Brand des Vorgängerbaus im Jahr 1834 wiedererrichtet. Bemerkenswert ist das mit drei Fledermausgauben versehene Krüppelwalmdach. Das zum Teil unterkellerte Gebäude verfügt über Tonnengewölbe. Am östlichen Giebel des Hauses wurde im Jahr 1883 eine Küche angebaut, wobei auf eine Unterkellerung verzichtet wurde.
Seit 1873 diente das Haus als Gärtner- und Bedienstetenhäuschen des angrenzenden Werkes Magdeburg der seiner Zeit bedeutenden Lackfabriken Thurm & Beschke, an deren privaten Park der Unternehmervilla Große Diesdorfer Straße 91 es direkt angrenzt. Wie die angrenzende Fabrik wurde auch das Gärtnerhäuschen zur Zeit der DDR enteignet. Eine Rückgabe an die ursprünglichen Eigentümer oder eine Entschädigung nach der Wende erfolgte nicht.
Das Wohnhaus wurde in der Vergangenheit in der Literatur als Denkmal geführt, ist jedoch im aktuellen Denkmalverzeichnis nicht eingetragen.